# Kanton Saint-Nazaire-Ouest
Saint-Nazaire-Ouest is een voormalig kanton van het Franse departement Loire-Atlantique. Het kanton maakte deel uit van het arrondissement Saint-Nazaire. Het werd opgeheven bij decreet van 25 februari 2014 met uitwerking op 22 maart 2015.
Het kanton omvatte uitsluitend een deel van de gemeente Saint-Nazaire.